# رينتلن
رينتلن (بالألمانية: Rinteln) هي بلدة و بلدة ألمانية تقع في ألمانيا في شاومبورغ. يقدر عدد سكانها بـ 27,850 نسمة .

## المدن التوأمة
مدن Sławno و Kendal هي مدن توأمة لـرينتلن.

## أعلام
- آدم ديفيز
- كريس ويستون
- تشارلز سابين
- باول كيسي
- دارين بارنارد
- هاينريش ماجوس
- رينولد توكسن